# Dice Forge
Dice Forge est un jeu créé par Régis Bonnessée et édité par Libellud en 2017. Il s'est fait remarquer par sa mécanique de deck-building sur des dés, dont les faces peuvent être modifiées au fur et à mesure du jeu.

## Principe général
Les joueurs doivent accomplir des exploits pour plaire aux dieux. Afin d'amasser les ressources nécessaires, ils pourront améliorer les faces de leurs dés.

## Règle du jeu

### Mise en place
Chaque joueur reçoit deux dés modifiables et un plateau de jeu sur lequel il pourra noter le nombre de ressources de chaque type qu'il a. Dans l'espace commun, on place le « Temple » où se trouvent les faces de dés que les joueurs pourront acquérir, et les « Îles » autour desquelles sont placées les cartes d'exploit.

### Déroulement
La partie se déroule en 9 manches à 2 et 4 joueurs, ou en 10 manches à 3 joueurs. À chaque manche, chaque joueur effectuera un tour.
Au début du tour d'un joueur, tous les joueurs lancent leurs dés et marquent sur leur plateau individuel les ressources obtenues : or, fragments lunaires, fragments solaires, et points de gloire. Ainsi, à chaque manche, tous les joueurs auront lancé leurs dés autant de fois qu'il y a de joueurs.
Après cette première phase de récolte, le joueur dont c'est le tour peut faire une de ces actions :
- « faire une offrande aux dieux » : le joueur dépense de l'or pour acquérir une ou plusieurs faces de dés qui viendront remplacer certaines faces actuelles de ses dés ;
- « accomplir un exploit » : le joueur dépense des ressources pour acquérir une carte d'exploit. Celle-ci permet de gagner des points de gloire et a souvent un effet supplémentaire, immédiat ou à activer plus tard dans le jeu.

Il est possible d'effectuer une deuxième action dans le même tour en sacrifiant 2 fragments solaires.

### Fin de partie et vainqueur
À la fin des 9 ou 10 tours selon le nombre de joueurs, les points de gloire sont comptabilisés. Le joueur qui en a le plus remporte la partie.

## Rééditions et extensions
Dans le jeu de base, les 4 pions de personnages sont de simples pions ; Twinples Dice Forge fournit des pions sculptés à l'effigie des personnages du jeu, et peuvent être rangés dans la boîte originelle.
L'extension Dice Forge - Rébellion est sortie en 2019. Elle permet d'approfondir le jeu en proposant deux modules différents ainsi que de nombreuses nouvelles cartes Exploit.

## Récompenses
- Trophée Flip Éditeurs 2017
- nommé au Tric Trac d'or 2017
- nommé à l'As d'or Jeu de l'année 2018